# Paul Phaneuf
Paul Phaneuf, né à Montréal le 4 novembre 1933 et mort le 7 décembre 2024 à Saint-Jean-sur-Richelieu, est un homme politique québécois. Il a été le député libéral de Vaudreuil-Soulanges de 1970 à 1976.